# Thomas Hicks (Leichtathlet)

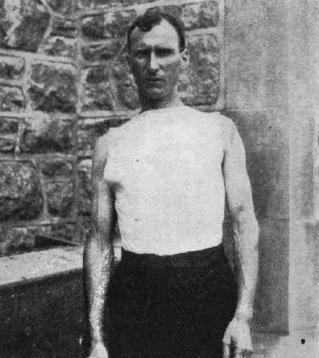
Thomas Hicks (1904)

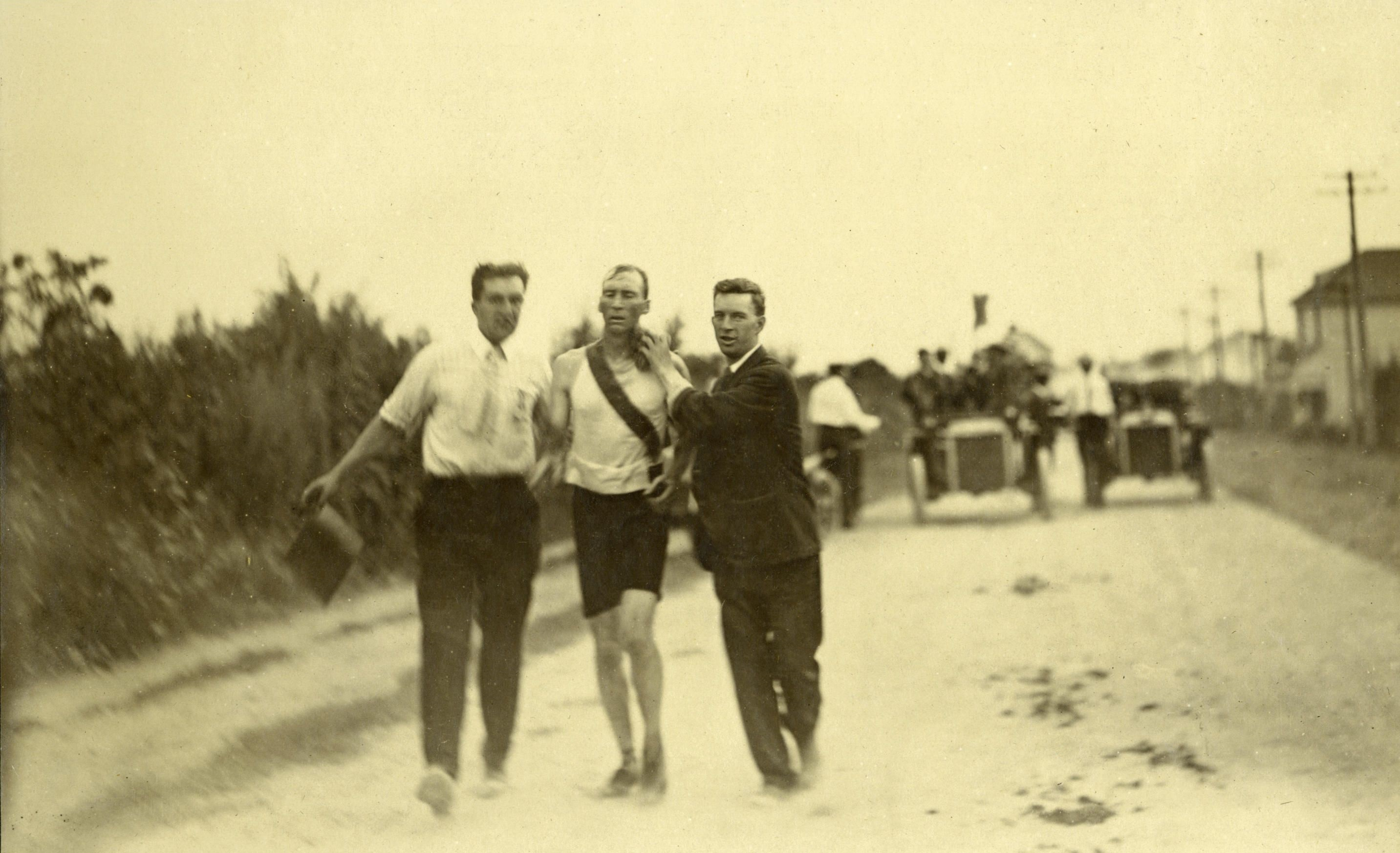
Thomas Hicks mit Helfern beim Marathonlauf der Olympischen Spiele 1904

Thomas James Hicks (* 11. Januar 1876 in Birmingham, Vereinigtes Königreich; † 28. Januar 1952 in Winnipeg, Kanada) war ein US-amerikanisch-kanadischer Leichtathlet. Er gewann bei den Olympischen Spielen 1904 die Goldmedaille im Marathonlauf.

## Wirken
Hicks, der in England geboren wurde, war der Gewinner eines außergewöhnlichen Marathons bei den Sommerspielen in St. Louis. Bevor er das Ziel erreichte, war schon sein Konkurrent Frederick Lorz ins Stadion eingelaufen, nachdem er bei Kilometer 14 mit einem Muskelkrampf (ausgelöst durch Dehydratation) in ein Auto gestiegen war und erst kurz vor dem Ziel wieder zu laufen begonnen hatte, da das Auto einen Motorschaden hatte und er nicht in der Sonne warten wollte. Lorz wurde als Sieger gefeiert, bis er zugab, dass er sich einen Scherz erlaubt hatte. Damit lief Hicks wie die beiden anderen US-amerikanischen Olympiasieger im Marathonlauf nicht als erster Läufer in das Stadion und siegte doch.
Hicks’ Lauf gibt einen beeindruckenden Einblick in das sportmedizinische Wissen des frühen 20. Jahrhunderts. Bei Kilometer 24 bat er um etwas Wasser, doch durfte er lediglich seinen Mund mit destilliertem Wasser ausspülen. Drei Kilometer später bekam er ein Milligramm Strychnin – ein Analeptikum, das heute auf der Dopingliste steht – mit einem Eiklar (rohes Eiweiß). Diese Prozedur wurde bei Kilometer 32 wiederholt. Diesmal gab es ein Ei mehr sowie einen Schluck Brandy. Außerdem wurde ihm der ganze Körper mit warmem Wasser abgerieben. Auf der letzten Meile bekam er noch zwei Eier, noch etwas Brandy und das Bad wurde wiederholt. An jenem Tag herrschten Temperaturen von 28 °C im Schatten und die Strecke war größtenteils in der Sonne gelegen.
Die Schilderung der Pflege des Läufers stammt aus einem Aufsatz von Charles P. Lucas, des Trainers von Hicks. Er begründete den Sieg von Hicks über die stärkere Konkurrenz mit der richtigen Betreuung („…but they lacked proper care on the road…“).
Hicks zog in seinen späteren Jahren zu seinen Brüdern nach Kanada und ließ sich dort einbürgern.